# Essigsäuremethylester
Essigsäuremethylester (nach IUPAC-Nomenklatur: Methylacetat, systematisch als Methylethanoat bezeichnet) ist eine organisch-chemische Verbindung aus der Stoffgruppe der Carbonsäureester.

## Vorkommen und Biosynthese

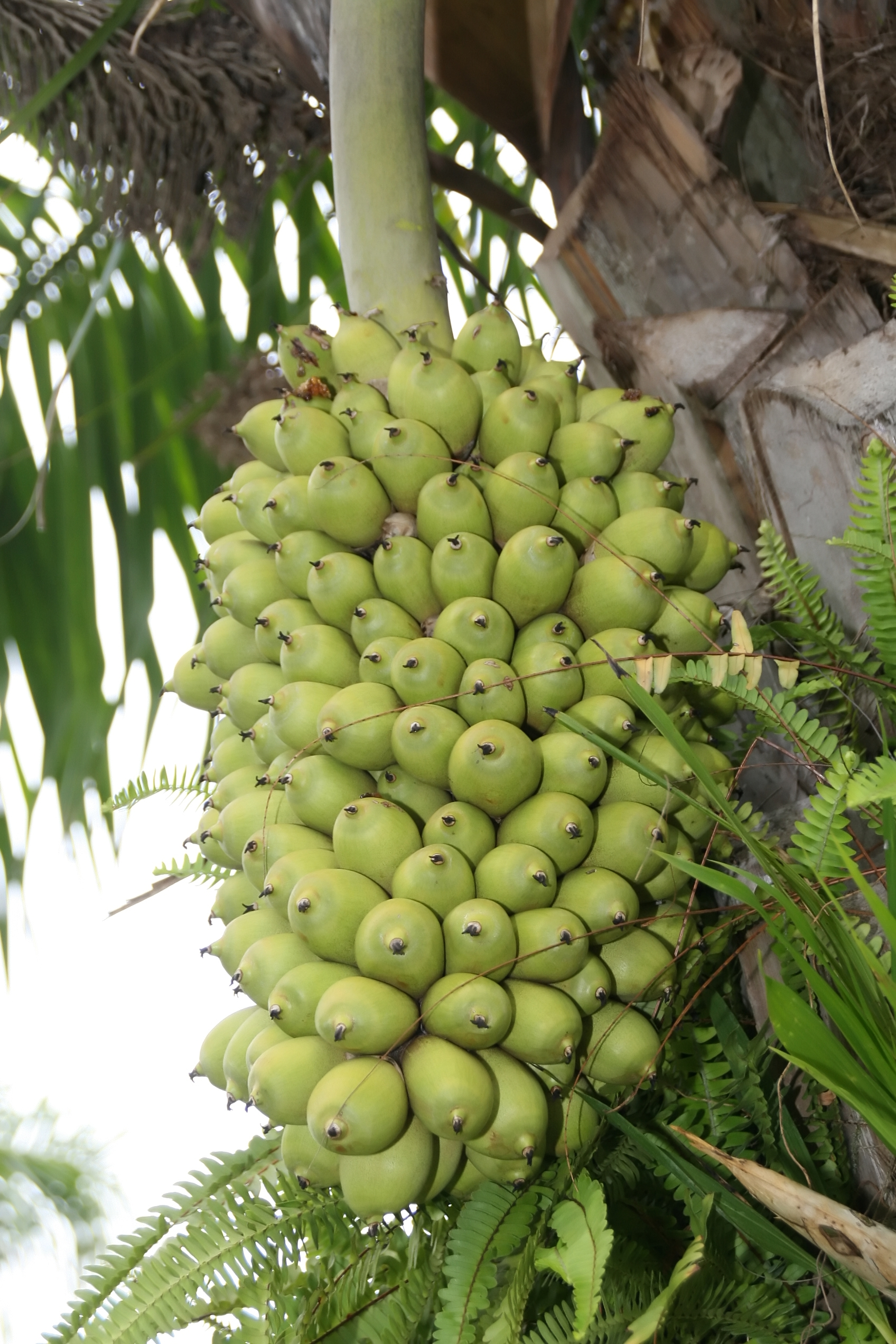
Attalea phalerata

Essigsäuremethylester ist eine von Pflanzen in großen Mengen emittierte flüchtige organische Verbindung (VOC). Die Biosynthese basiert auf der Acetylierung von Methanol mit Acetyl-CoA unter Katalyse einer Alkoholacetyltransferase.
Die flüchtigen Emissionen aus Blütenständen der Palmenart Attalea phalerata (Gattung Attalea) bestehen praktisch ausschließlich aus Essigsäuremethylester. Es wirkt als Allelochemikalie, die einerseits Bestäuber anlockt, beispielsweise Glanzkäfer der Gattung Mystrops und Rüsselkäfer der Gattung Andranthobius, andererseits auch herbivore Insekten wie Paratenthras martinsi (Unterfamilie Weberböcke).
Essigsäuremethylester wurde auch im interstellaren Medium im Sternbild Orion nachgewiesen.

## Gewinnung und Darstellung
Industriell fällt eine große Menge an Methylacetat bei der Herstellung von Essigsäure durch Carbonylierung von Methanol als Nebenprodukt an.
Bei diesem Prozess handelt es sich um das Monsanto- bzw. weiterentwickelte Cativa-Verfahren zur großtechnischen Herstellung von Essigsäure durch Carbonylierung von Methanol unter Rhodium- oder Iridiumkomplex-Katalyse.
Methylacetat lässt sich daneben auch durch die direkte säurekatalysierte Veresterung von Essigsäure mit Methanol unter Reaktivdestillation herstellen.
Als Katalysatoren werden neben Mineralsäuren wie Schwefel- oder p-Toluolsulfonsäure auch saure Ionentauscherharze oder Zeolithe eingesetzt. Letztere ermöglichen eine vereinfachte Aufarbeitung des Produkts sowie elegante Rückgewinnung des Katalysators. Methylacetat wird schließlich durch azeotrope Destillation aus dem Methanol/Methylacetat-Azeotrop gewonnen.

## Eigenschaften

### Physikalische Eigenschaften
Essigsäuremethylester ist eine farblose Flüssigkeit, die bei Normaldruck bei 57 °C siedet. Die Dampfdruckfunktion ergibt sich nach Antoine entsprechend log10(P) = A−(B/(T+C)) (P in kPa, T in K) mit A = 7,06524, B = 57,630 und C = 219,726. Die kritischen Größen betragen 506,8 K für die kritische Temperatur, 4688,8 kPa für den kritischen Druck und 228·10−6 m3·mol−1 für das kritische Volumen. Die Verbindung ist in Wasser gut löslich mit 240 bis 250 g/l bei 20 °C.

### Sicherheitstechnische Kenngrößen
Essigsäuremethylester bildet leicht entzündliche Dampf-Luft-Gemische. Die Verbindung hat einen Flammpunkt von −13 °C. Der Explosionsbereich liegt zwischen 3,1 Vol.‑% (95 g/m³) als untere Explosionsgrenze (UEG) und 16 Vol.‑% (495 g/m³) als obere Explosionsgrenze (OEG). Experimentell wurde ein unterer Explosionspunkt von −19 °C bestimmt. Die Sauerstoffgrenzkonzentration liegt bei 7,9 %. Der maximale Explosionsdruck beträgt 9,6 bar. Die Grenzspaltweite wurde mit 0,97 mm (50 °C) bestimmt. Es resultiert damit eine Zuordnung in die Explosionsgruppe IIA. Die Zündtemperatur beträgt 505 °C. Der Stoff fällt somit in die Temperaturklasse T1. Unter erhöhtem Druck wird ein starkes Absinken der Zündtemperatur beobachtet.
| Zündtemperaturen unter erhöhtem Druck |        |      |     |      |       |
| Druck                                 | in bar | 3,29 | 7,4 | 10,6 | 12,46 |
| Zündtemperatur                        | in °C  | 423  | 368 | 338  | 320   |

## Verwendung
Essigsäuremethylester wird vorwiegend als Lösungsmittel für Cellulosenitrat, Celluloseacetat und andere verwendet. Des Weiteren ist es beschränkt als Extraktionsmittel zugelassen. Außerdem wird Methylacetat auch in der weiterverarbeitenden Industrie aufgrund seiner Flüchtigkeit als Lösungsmittel für rasch trocknende Lacke eingesetzt. Ferner findet es Anwendung als Dunstmittel zur Aufweichung von Steifkappen und zur Herstellung von Klebstoffen, so UHU, auf der Basis von Polyvinylacetat; ferner bei Zelluloid-Klebstoffen aus Filmabfällen. Auch bei der Farbstoffherstellung und in der Parfümindustrie findet Methylacetat verschiedenste Anwendungsfelder. In neueren Arbeiten wird auch der Einsatz in der Biodiesel-Produktion erforscht.
Essigsäuremethylester ist in der EU unter der FL-Nummer 09.023 als Aromastoff für Lebensmittel zugelassen.

## Sicherheitshinweise
Methylacetat wird hauptsächlich über den Atemtrakt aufgenommen. Über diesen wird es vor allem in der Lunge und im Verdauungstrakt gut resorbiert. Dabei kommt es akut zu Reizwirkungen auf Augen und Atemwege. Des Weiteren wurde eine Störung des Zentralnervensystems festgestellt. Chronisch kann Methylacetat Hautschädigungen durch Kontakt mit der Flüssigkeit verursachen. Bei hohen Expositionen besteht die Gefahr einer Schädigung des Sehnervs. Eine Reproduktionstoxizität, Mutagenität oder Kanzerogenität konnte bisher noch nicht nachgewiesen werden bzw. es liegen keine ausreichenden Ergebnisse vor.